# Meridià 113 a l'est
El meridià 113 a l'est de Greenwich és una línia de longitud que s'estén des del pol Nord travessant l'oceà Àrtic, Àsia, l'oceà Índic, l'oceà Antàrtic i l'Antàrtida fins al pol Sud.
El meridià 113 a l'est forma un cercle màxim amb el meridià 67 a l'oest. Com tots els altres meridians, la seva longitud correspon a una semicircumferència terrestre, uns 20.003,932 km. Al nivell de l'Equador, és a una distància del meridià de Greenwich de 12.579 km.

## De Pol a Pol
Començant en el pol Nord i dirigint-se cap al pol Sud, aquest meridià travessa:
| Coordenades                               | País, territori o mar        | Notes |
| ----------------------------------------- | ---------------------------- | --- |
| 90° 0′ N, 113° 0′ E / 90.000°N,113.000°E  | Oceà Àrtic                   | |
| 79° 10′ N, 113° 0′ E / 79.167°N,113.000°E | Mar de Làptev                | |
| 76° 14′ N, 113° 0′ E / 76.233°N,113.000°E | Rússia                       | Krai de Krasnoiarsk — Península de Taimir |
| 75° 1′ N, 113° 0′ E / 75.017°N,113.000°E  | Mar de Làptev                | |
| 74° 31′ N, 113° 0′ E / 74.517°N,113.000°E | Rússia                       | Sakhà — Illa Bolxoi Beguitxev |
| 74° 11′ N, 113° 0′ E / 74.183°N,113.000°E | Mar de Làptev                | |
| 73° 54′ N, 113° 0′ E / 73.900°N,113.000°E | Rússia                       | Sakhà Óblast d'Irkutsk — des de 59° 9′ N, 113° 0′ E / 59.150°N,113.000°E Buriàtia — des de 56° 41′ N, 113° 0′ E / 56.683°N,113.000°E Krai de Zabaikàlie — des de 52° 22′ N, 113° 0′ E / 52.367°N,113.000°E |
| 49° 36′ N, 113° 0′ E / 49.600°N,113.000°E | Mongòlia                     | |
| 44° 50′ N, 113° 0′ E / 44.833°N,113.000°E | República Popular de la Xina | Mongòlia Interior Shanxi – des de 40° 20′ N, 113° 0′ E / 40.333°N,113.000°E Henan – des de 35° 19′ N, 113° 0′ E / 35.317°N,113.000°E Hubei – des de 32° 23′ N, 113° 0′ E / 32.383°N,113.000°E Hunan – per uns 7 km des de 29° 46′ N, 113° 0′ E / 29.767°N,113.000°E Hubei – des de 29° 41′ N, 113° 0′ E / 29.683°N,113.000°E Hunan – des de 29° 30′ N, 113° 0′ E / 29.500°N,113.000°E, passa a l'est de Changsha (a 28° 12′ N, 112° 58′ E / 28.200°N,112.967°E) Guangdong – per uns 13 km des de 25° 20′ N, 113° 0′ E / 25.333°N,113.000°E Hunan – per uns 6 km des de 25° 10′ N, 113° 0′ E / 25.167°N,113.000°E Guangdong – per uns 9 km des de 25° 9′ N, 113° 0′ E / 25.150°N,113.000°E Hunan – per uns 4 km des de 25° 0′ N, 113° 0′ E / 25.000°N,113.000°E Guangdong – des de 24° 56′ N, 113° 0′ E / 24.933°N,113.000°E |
| 21° 56′ N, 113° 0′ E / 21.933°N,113.000°E | Mar de la Xina Meridional    | Passa a través de les disputades illes Paracel Passa a través de les disputades illes Spratly |
| 3° 10′ N, 113° 0′ E / 3.167°N,113.000°E   | Malàisia                     | Sarawak – a l'illa de Borneo |
| 1° 34′ N, 113° 0′ E / 1.567°N,113.000°E   | Indonèsia                    | Illa de Borneo – per uns 13 km |
| 1° 27′ N, 113° 0′ E / 1.450°N,113.000°E   | Malàisia                     | Sarawak – a l'illa de Borneo, per uns 5 km |
| 1° 24′ N, 113° 0′ E / 1.400°N,113.000°E   | Indonèsia                    | Illa de Borneo |
| 3° 10′ S, 113° 0′ E / 3.167°S,113.000°E   | Mar de Java                  | |
| 6° 53′ S, 113° 0′ E / 6.883°S,113.000°E   | Indonèsia                    | Illa de Madura |
| 7° 13′ S, 113° 0′ E / 7.217°S,113.000°E   | Estret de Madura             | |
| 7° 39′ S, 113° 0′ E / 7.650°S,113.000°E   | Indonèsia                    | Illa de Java |
| 8° 19′ S, 113° 0′ E / 8.317°S,113.000°E   | Oceà Índic                   | Passa a l'oest de l'illa Bernier (a 24° 59′ S, 113° 7′ E / 24.983°S,113.117°E) i l'illa Dorre (a 25° 14′ S, 113° 3′ E / 25.233°S,113.050°E), Austràlia Occidental, Austràlia |
| 25° 31′ S, 113° 0′ E / 25.517°S,113.000°E | Austràlia                    | Austràlia Occidental – Illa Dirk Hartog |
| 25° 51′ S, 113° 0′ E / 25.850°S,113.000°E | Oceà Índic                   | |
| 60° 0′ S, 113° 0′ E / 60.000°S,113.000°E  | Oceà Antàrtic                | |
| 65° 44′ S, 113° 0′ E / 65.733°S,113.000°E | Antàrtida                    | Territori Antàrtic Australià, reclamat per Austràlia |